# Rosario Palazzolo

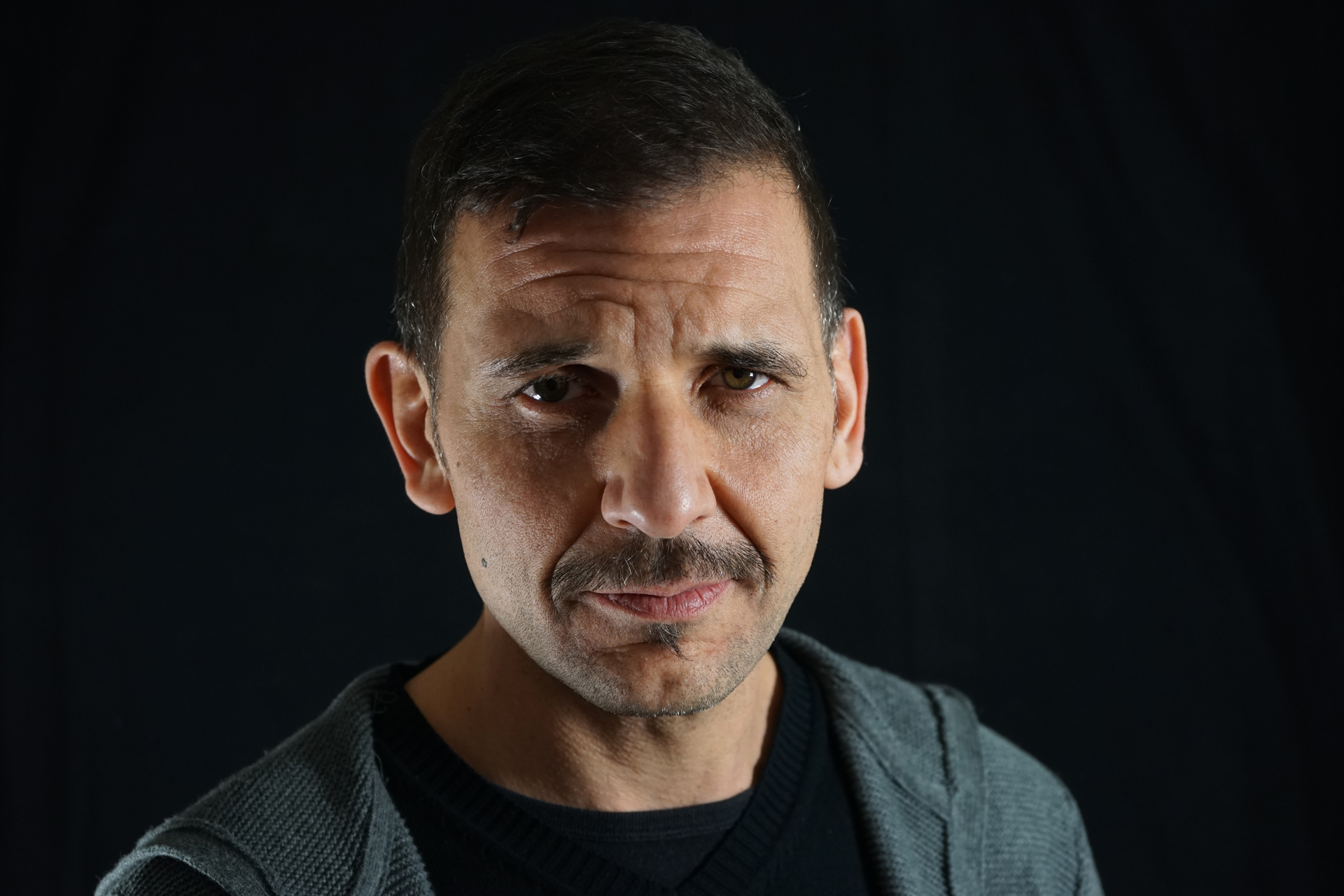
Rosario Palazzolo in una foto di Gandolfo Schimmenti

Rosario Palazzolo (Palermo, 5 giugno 1972) è uno scrittore, attore e regista teatrale italiano.

## Biografia
Dopo un lungo apprendistato d'attore nel teatro ragazzi con Pippo Spicuzza, nel biennio 1996/97 frequenta una scuola di specializzazione in regia teatrale con Umberto Cantone, Pippo Spicuzza, Pietro Seffer, Antonio Raffaele Addamo.
Nel 2003 si laurea in Filosofia con una tesi sul teatro di Eduardo De Filippo. Dal 2002 al 2004, partecipa a diversi laboratori di Scrittura, prima con Beatrice Monroy, poi con Luigi Bernardi. Nel 2002 fonda (con Anton Giulio Pandolfo) la Compagnia del Tratto, che dirige fino al 2011. Nel 2012 dà vita (insieme all’attrice Delia Calò) a Teatrino Controverso, con il quale realizza gli studi Del Disincanto (2012), Tauromachia (2013), Catechesi sulla sofferenza  (2014), Poetica del fallimento (2015), Teorema dell'otto a tre pance (2016). Il suo debutto nella scrittura teatrale avviene con Uomor, nel 2005, un recital a tre voci che ripercorre la storia del teatro umoristico europeo. 
Ciò che accadde all'improvviso è comunque la sua prima opera di prosa. Scritta nel 2005, debutta nel 2006. Nel 2007 debutta I tempi stanno per cambiare (premio Oltreparola alla drammaturgia), testo scritto a quattro mani con Luigi Bernardi. Ancora nel 2007, scrive e dirige Ouminicch’, spettacolo prodotto dalla Compagnia del Tratto, in collaborazione con Palermo Teatro Festival. Del 2009 è  ’A Cirimonia. Lo spettacolo vince il Fringe al Festival internazionale del Teatro di Lugano (ex aequo con Fibre Parallele) e ottiene una Menzione speciale al premio In-box nel 2010. Nel 2011 scrive e dirige Manichìni, che debutta al Crt di Milano. 
Nel 2013 debutta Letizia forever, spettacolo che ha superato le 200 repliche. Nel 2015 scrive e dirige Portobello never dies, che debutta lo stesso anno al Napoli Teatro Festival. 
Nel 2016 scrive e dirige Lo zompo e Mari/age, primi due capitoli della trilogia Santa Samantha Vs - sciagura in tre mosse, prodotta successivamente dal Teatro Stabile Biondo di Palermo. Lo stesso anno è insignito del Premio Nazionale della Critica per la sua attività di drammaturgo. Nel 2018 scrive e dirige l'ultimo capitolo di Santa Samantha Vs, La veglia, che debutta a marzo al Teatro Biondo di Palermo. Sempre nel 2018 debutta a Torino una versione teatrale della sua novella L’ammazzatore, spettacolo coprodotto da ACTI Teatri Indipendenti Torino e Teatro Biondo Palermo, di cui è anche attore, per la regia di Giuseppe Cutino. 
Nel 2020 Vetrano e Randisi dirigono e interpretano il suo testo ’A Cirimonia, spettacolo che vince il Premio ANCT. 
Nel 2021 debutta Eppideis, spettacolo prodotto dal Teatro Stabile di Catania. 
Nel 2022 scrive e dirige Se son fiori moriranno, prima parte del Dittico del Sabotaggio, che debutta al Teatro Biondo di Palermo a febbraio 2023. L'anno successivo completa il Dittico con lo spettacolo Ti dico una cosa segreta.
Dal 2023 è Tutor (insieme a Gigi Borruso) e insegna Regia presso la Scuola di Recitazione e Professioni della Scena del Teatro Biondo di Palermo.
Per la narrativa, ha scritto le novelle L’ammazzatore (Perdisa Pop, 2007), e Concetto al buio (Perdisa Pop, 2010), e i romanzi Cattiverìa (Perdisa Pop, 2013), La vita schifa (Arkadia, 2020, proposto per il Premio Strega da Giulia Ciarapica), e Con tutto il mio cuore rimasto (Arkadia, 2020, proposto per il Premio Strega da Alberto Galla).
Negli anni la sua scrittura è stata oggetto di studio presso alcune università italiane e europee, con approfondimenti monografici e tesi di laurea.
Per il cinema ha lavorato come attore ne Il Traditore di Marco Bellocchio e Iddu - L'ultimo padrino di Fabio Grassadonia e Antonio Piazza.

## Teatrografia parziale
- Ciò che accadde all'improvviso (Compagnia del Tratto, Palermo, Teatro Libero, 2006 - Compagnia dell'Arpa, Enna, Teatro Garibaldi, 2017)
- I tempi stanno per cambiare (Compagnia del Tratto, Palermo, Teatro Libero, 2007)
- Ouminicch' (Compagnia del Tratto con la collaborazione di Palermo Teatro Festival, Palermo, Teatro Nuovo Montevergini, 2007 - ACTI Teatri Indipendenti, Torino, San Pietro in Vincoli, 2017)
- 'A Cirimonia (Compagnia del Tratto e Teatro Libero Stabile d'Innovazione della Sicilia, Napoli, Teatro Elicantropo, 2009 - Teatro Biondo Stabile e Teatro Stabile di Catania, Napoli Teatro Festival, 2020)
- Pinuocchio (Compagnia del Tratto, Palermo, Teatro Nuovo Montevergini, 2010 - Spazio Franco, Palermo, 2019)
- Manichìni (Compagnia del Tratto con la collaborazione di Teatrino Controverso, Milano, CRT Salone, 2011)
- Letizia forever (ACTI Teatri Indipendenti, Savona, Officine Solimano, 2013)
- Portobello never dies (Teatrino Controverso, Napoli, Castel Sant'Elmo, Napoli Teatro Festival, 2015)
- Lo zompo (ACTI Teatri Indipendenti Torino, Milano, Teatro della Contraddizione, 2017 - Teatro Biondo, Messina, Horcynus festival, 2019)
- Mari/age (Teatrino Controverso, Milano, Teatro della Contraddizione, 2017 - Teatro Biondo, Messina, Horcynus festival, 2019)
- L'ammazzatore (Teatro Biondo e ACTI Teatri Indipendenti, Torino, San Pietro in Vincoli, 2018)
- La veglia (Teatro Biondo, Palermo, 2018)
- Via Crudex (Teatro Biondo, Palermo, 2021)
- Eppideis (Teatro Stabile, Catania, 2021)
- Se son fiori moriranno (Teatro Biondo, Palermo, 2023)
- Ti dico una cosa segreta (Teatro Biondo, Palermo, 2024)

## Filmografia
- Iddu - L'ultimo padrino,  regia di Fabio Grassadonia e Antonio Piazza (2024)
- Il Traditore, regia di Marco Bellocchio (2019)

## Narrativa
- L'ammazzatore (Perdisa Pop, 2007)
- Concetto al buio (Perdisa Pop, 2010)
- Cattiverìa (Perdisa Pop, 2013)
- La vita schifa (Arkadia, 2020)
- Con tutto il mio cuore rimasto (Arkadia, 2021)

## Teatro (pubblicazioni)
- Letizia forever (Edizioni Santiago, 2015 - prefazione di Renzo Francabandera, postfazione di Marco Maria Linzi)
- Iddi - Trittico dell'ironia e della disperazione (Editoria & Spettacolo, 2016 - a cura di Filippa Ilardo, e un contributo di Renzo Francabandera)
- Santa Samantha Vs - sciagura in tre mosse (Il Glifo, 2019 - note critiche di Guido Valdini, Roberto Giambrone e Filippa Ilardo)

## Racconti
- Treossi  (Il Segnalibro, rivista di nuove narrazioni, 2002)
- È tutto chiaro (In Altre scomparse di Patò, Della Battaglia 2003)
- Quel giorno si dipartì (in Lama e Trama 3, Zona, 2006)
- A N. (in Lama e Trama 4, Zona, 2007)

## Curatele
- Scarti di un teorema (I buoni cugini editori, 2016)
- Cartoline dall'orlo (Edizioni Santiago, 2015)

| Controllo di autorità | VIAF (EN) 144492037 · ISNI (EN) 0000 0000 9761 4586 · SBN UBOV234177 · LCCN (EN) n2010058056 |